# Georg Aberg
Georg Aberg (Suecia, 20 de enero de 1893-18 de agosto de 1946) fue un atleta sueco, especialista en la prueba de triple salto en la que llegó a ser subcampeón olímpico en 1912.

## Carrera deportiva
En los JJ. OO. de Estocolmo 1912 ganó la medalla de bronce en el salto de longitud, con un salto de 7.18 metros, tras el estadounidense Albert Gutterson (oro con 7.60 metros) y el canadiense Calvin Bricker (plata con 7.21 metros). También ganó la medalla de plata en el triple salto, con un salto de 14.51 metros, tras su compatriota Gustaf Lindblom y por delante del también sueco Erik Almlöf.